# Молодич
Молодич (пол. Mołodycz) — село в Польщі, у гміні В'язівниця Ярославського повіту Підкарпатського воєводства.
Населення — 632 особи (2011), у тому числі 320 жінок та 322 чоловіки.

## Назва
У 1977-1981 рр. в ході кампанії ліквідації українських назв село називалося Млодзіце (пол. Młodzice).

## Історія
В 1944-46 роках 41 сім'я (152 особи) української громади були виселені до населених пунктів Тернопільської області УРСР.

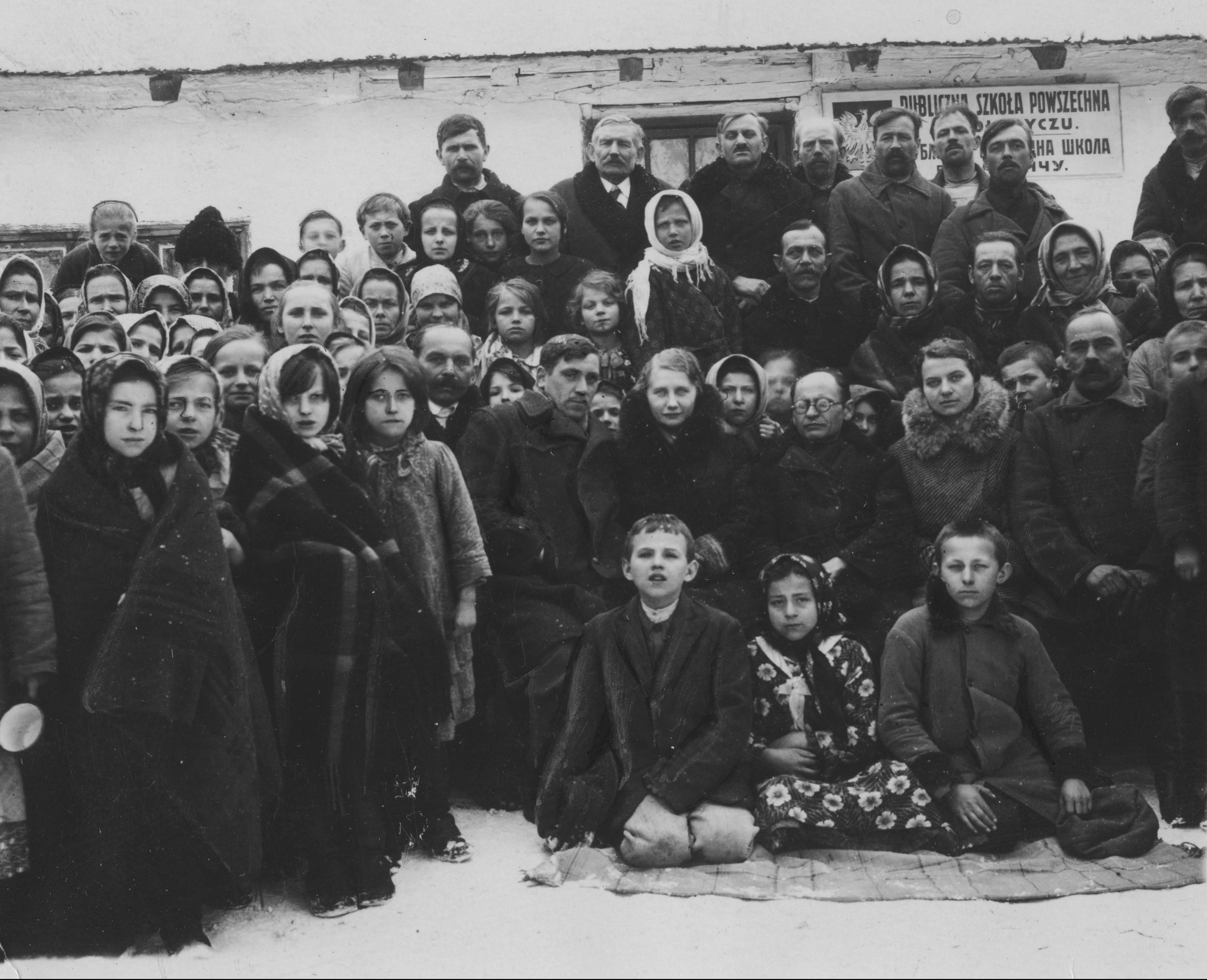
Група мешканців перед будівлею державної початкової школи в селі Молодич, Ярославського повіту.

У 1975—1998 роках село належало до Перемишльського воєводства.

## Демографія
Демографічна структура станом на 31 березня 2011 року:
|          | Загалом | Допрацездатний вік | Працездатний вік | Постпрацездатний вік |
| -------- | ------- | ------------------ | ---------------- | -------------------- |
| Чоловіки | 316     | 84                 | 197              | 35                   |
| Жінки    | 316     | 88                 | 160              | 68                   |
| Разом    | 632     | 172                | 357              | 103                  |

## Вандалізм
У 2015 році невідомими вандалами було спаплюжено пам'ятний знак воякам УПА у с. Молодич.

## Відомі люди
- отець (майбутній єпископ) Чехович Костянтин — працював у селі.[5]
- Мац Роман — військовий діяч, підприємець, меценат.